# Dây cáp

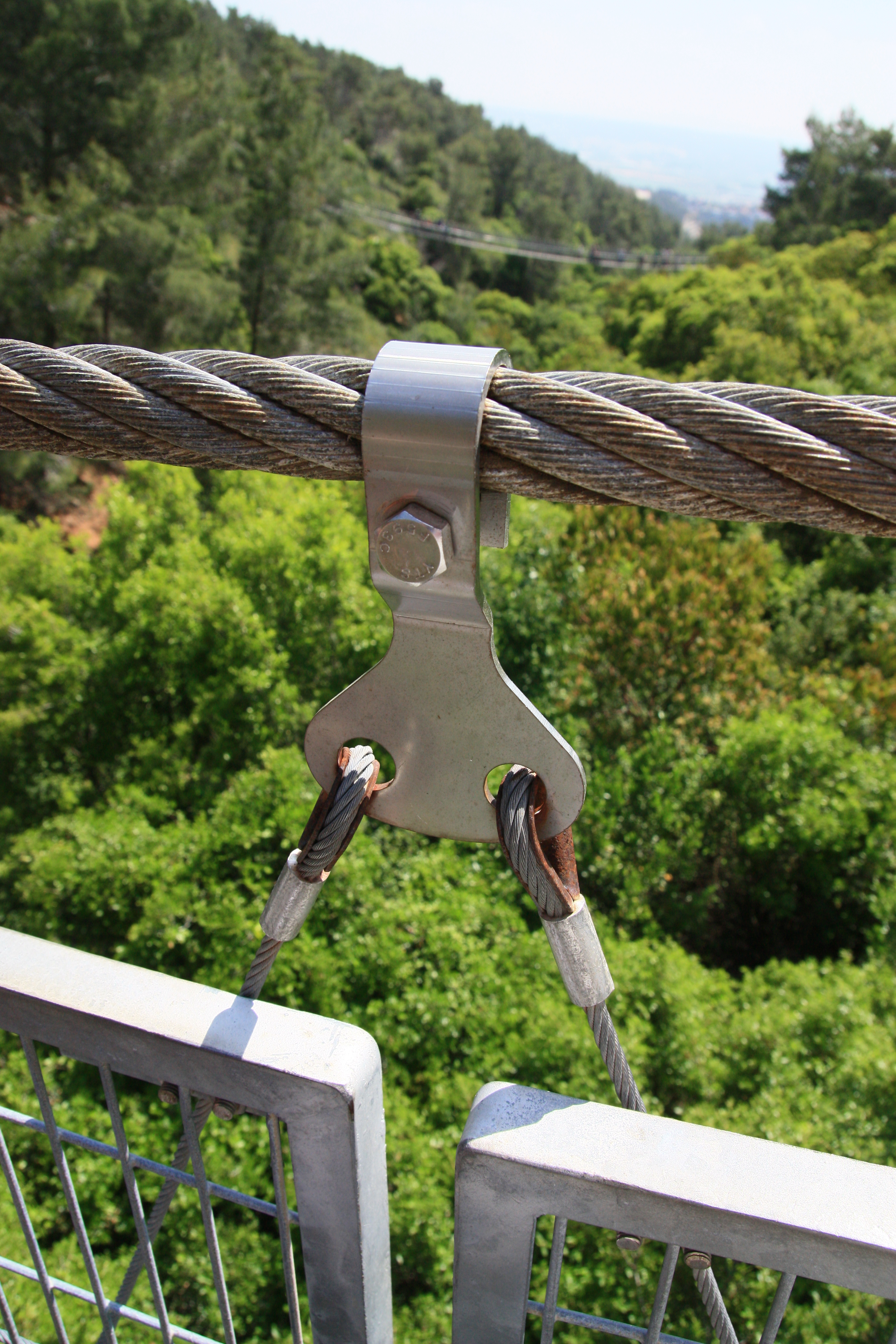
Dây cáp

Dây cáp (tiếng Pháp: câble) hay còn gọi là chão thép là hai hay nhiều dây luyện từ kim loại xếp cạnh nhau và gắn chặt, xoắn hoặc bện lại với nhau để tạo thành một bộ phận đơn nhất. Trong cáp cơ học, hay còn gọi là dây thừng cáp, được sử dụng để nâng, vận chuyển và kéo hoặc vận chuyển lực lượng thông qua sức căng. Trong kỹ thuật điện, cáp được sử dụng để truyền tải dòng điện. Một cáp quang bao gồm một hoặc nhiều sợi quang trong một lớp vỏ bảo vệ các sợi cáp.
Cáp điện thảo luận ở đây chủ yếu là dành cho lắp đặt trong các tòa nhà và các khu công nghiệp. Đối với công tác truyền tải điện ở những khoảng cách lớn hơn vài km, xem các bài cáp điện cao thế, cáp điện và cáp điện một chiều cao thế.